# بين كورلاند
بين كورلاند (بالإنجليزية: Ben Kurland)‏ هو ممثل أمريكي، ولد في 1 مايو 1984 في بوسطن في الولايات المتحدة.

## أعمال

### أفلام
- (2011) الفنان

## وصلات خارجية
- الموقع الرسمي
- بين كورلاند على موقع IMDb (الإنجليزية)
- بين كورلاند على موقع ألو سيني (الفرنسية)
- بين كورلاند على موقع أول موفي (الإنجليزية)
- بين كورلاند على موقع قاعدة بيانات الفيلم (الإنجليزية)
- بين كورلاند على موقع كينوبويسك (الروسية)